# Sclerophrys perreti
Sclerophrys perreti és una espècie de gripau de la família dels bufònids endèmica al sud-oest de Nigèria. Va ser descrit Bufo peretti per el zoòleg danès Arne Schiøtz el 1963 Va ser reanomenat primer Amietophrynus pereti i finalment el 2016 va ser classificat en el gènere del Sclerophrys.
Els seu hàbitat natural són boscos subtropicals humits de poca altitud o zones subtropicals humides d'arbust i àrees rocalloses. El nom específic perreti honora Jean-Luc Perret, herpetologista suís espezialitzat en amfibis africans. És un dels gripaus que es van creure perduts l'any 2010. Va ser redescobert a la seva localització l'any 2013. No se l'havia observat enllà del 1970.

## Descripció
Els mascles mesuren entre 39 i 40 mm i les femelles de 55 a 64 mm del morro al recte. El cap és relativament pla. Els mascles tenen goles blanques. Les glàndules paròtides són moderadament desenvolupades. Els adults viuen en àrees de vegetació d'arbust, vegetació habitual en pujols baixos o carenes en el bosc. Els capgrossos són inusuals comparat a altres espècies d'Sclerophrys: són semi-aquàtics o semi-terrestres. Viuen estanys d'aigües superficials, de vegades a prop de roques verticals.

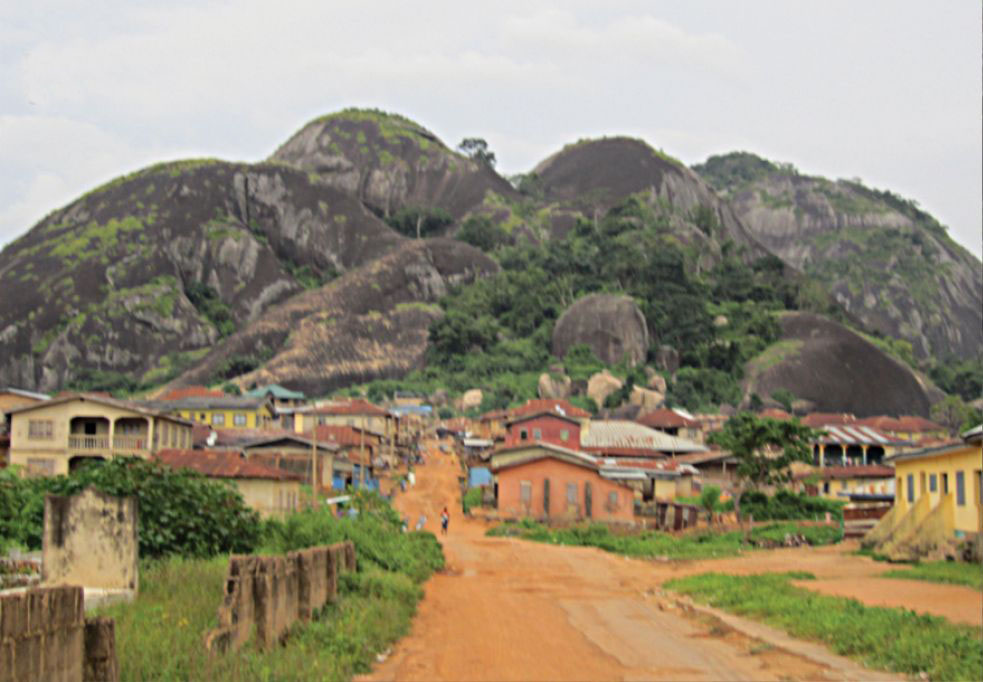
Localització típica del Amietophrynus perreti als afores de Idanre, del sud de Nigèria occidental.

## Hàbitat i conservació
Aquest gripau és endèmic a Nigèria on es coneix en una sola localització, al turó Idanre al sud-oest del país. Només se'n coneix una població. Les recerques en àrees properes han fallat per localitzar altres poblacions en hàbitat adequat; tot i això, aquest gripau és molt comú en aquest llos hi ha nombrosos els capgrossos. L'àrea és rocosa i inaccessible. La Unió Internacional per la conservació de Naturalesa opina que podrien existir més poblacions que es podrien trobar si es fessin més recerques. És classificat en la catetoria en perill crític.